# Sepiola robusta
Sepiola robusta är en bläckfiskart som beskrevs av Adolf Naef 1912. Sepiola robusta ingår i släktet Sepiola och familjen Sepiolidae. IUCN kategoriserar arten globalt som otillräckligt studerad. Inga underarter finns listade i Catalogue of Life.